# پانزدهمین دوره جوایز بفتا
 پانزدهمین دوره جوایز بفتا (به انگلیسی: 15st British Academy Film Awards) در سال ۱۹۶۲ به افتخار فیلم ۱۹۶۱ در لندن برگزار شد . 

## جوایز و نامزدها
| ۱۹۶۱ 15th                    |                     |                        |
| بهترین بازیگر مرد بریتانیایی |                     |                        |
| پیتر فینچ                    | No Love for Johnnie | Johnnie Byrne          |
| دیرک بگارد                   | Victim              | Melville Farr          |
| بهترین بازیگر مرد خارجی      |                     |                        |
| پل نیومن                     | بیلیاردباز          | Eddie Felson           |
| مونتگومری کلیفت              | قضاوت در نورنبرگ    | Rudolph Petersen       |
| ولادیمیر ایواشوف             | نغمه یک سرباز       | Pvt. Alyosha Skvortsov |
| ماکسیمیلیان شل               | قضاوت در نورنبرگ    | Hans Rolfe             |
| آلبرتو سوردی                 | The Best of Enemies | Capt. Blasi            |
| سیدنی پوآتیه                 | A Raisin in the Sun | Walter Lee Younger     |
| Philippe Leroy               | حفره                | Manu Borelli           |

- بهترین بازیگر نقش اول زن خارجی  سوفیا لورن
- بهترین بازیگر نقش اول زن بریتانیا  دورا برایان
- بهترین فیلم یلیاردباز و  نغمه یک سرباز
- بهترین فیلم بریتانیا  یک نوک زبان عسل
- بهترین فیلم بریتانیا  یک نوک زبان عسل و  روزی که زمین آتش گرفت